# 第35空挺旅団 (イスラエル国防軍)
第35"ツァンニハム"空挺旅団（だいさんじゅうごくうていりょだん,35th Brigade）は、イスラエル国防軍の中央方面軍、第98空挺師団に所属する歩兵科の空挺旅団である。国防軍の中では唯一の常設の空挺部隊であり、単に空挺旅団(Paratroopers Brigade,חֲטִיבַת הַצַּנְחָנִים)とも呼ばれている。
創設者は後のイスラエル首相・アリエル・シャロンであり、彼が創設した特殊部隊・第101特殊コマンドを合併するなど精鋭部隊として知られ、 エンテベ空港奇襲作戦でのハイジャック犯およびウガンダ兵との交戦も行った。
通称の"ツァンハニム" (Tzanhanim) はヘブライ語で"空飛ぶ大蛇" (フライング・サーペント、Flying Serpent）といった意味である。

## 編成
- 空挺旅団
  - 第101空挺大隊"コブラ"
  - 第202空挺大隊"ヴァイパー"
  - 第890空挺大隊"エチス"
  - 第5135特殊空挺大隊"ツァンハニム (フライング・サーペント)" - ガドサー・ツァンハニム (GADSAR Tzanhanim) としても知られる[1]。GADSARは偵察大隊の意。
    - 第5174対戦車中隊"ナジャ"
    - 第5105工兵中隊"コルバー"
    - 第5173偵察中隊"タイパン" - パルサー・ツァンハニム (PALSAR Tzanhanim) としても知られる[1]。PALSARは偵察中隊の意。

  - "エリクス"信号中隊

第35空挺旅団指揮下の部隊にはいずれも蛇の名前から取られた呼称が付けられている。
第5135特殊空挺大隊"ツァンハニム"、あるいは第5173偵察中隊"タイパン"について、 サイェレット・ツァンハニム (Sayeret Tzanhanim) と表現される事もある。

## ギャラリー

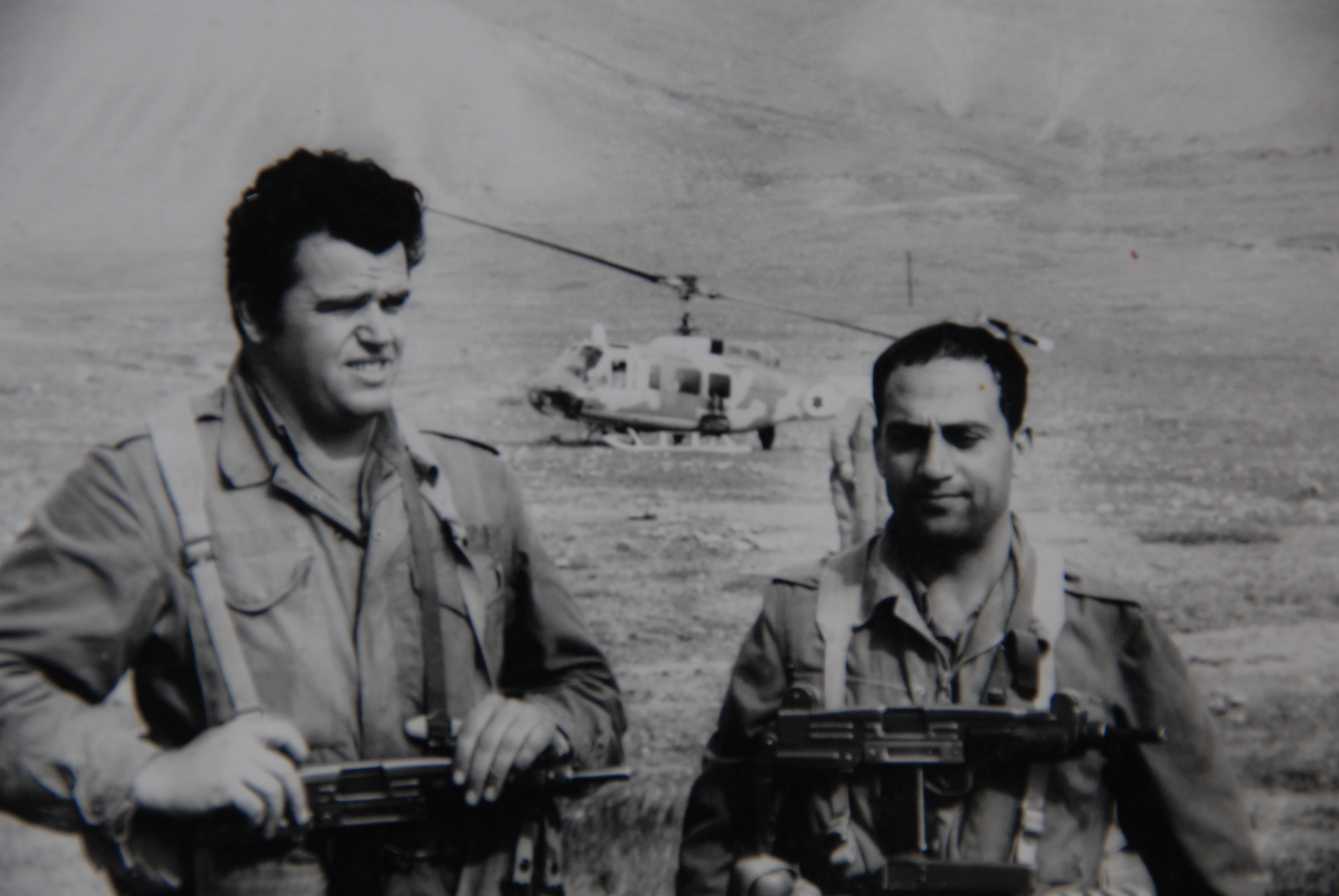
UZIを抱える空挺兵(1967年と1972年の間)
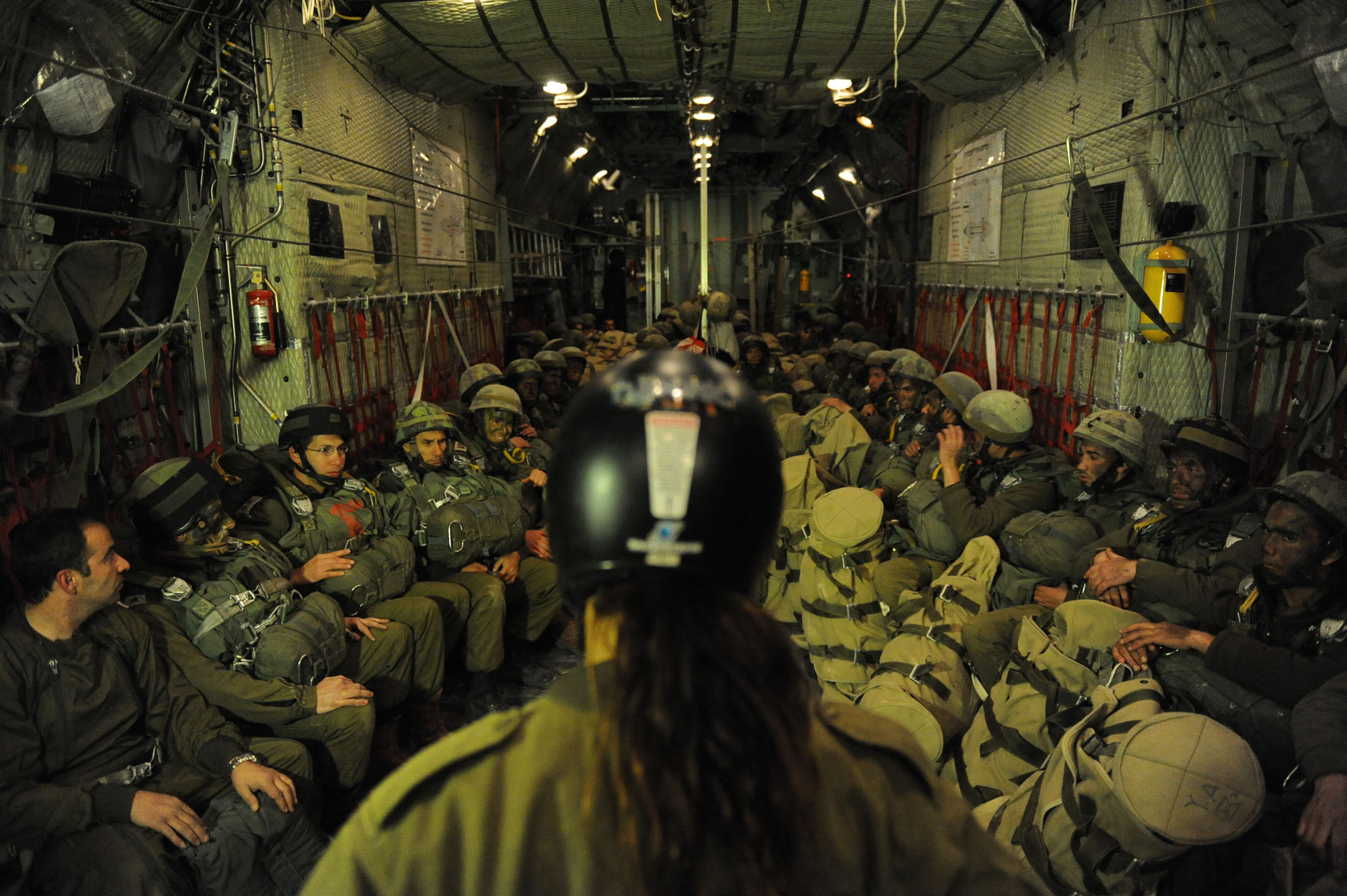
訓練を行う空挺旅団(2012年)
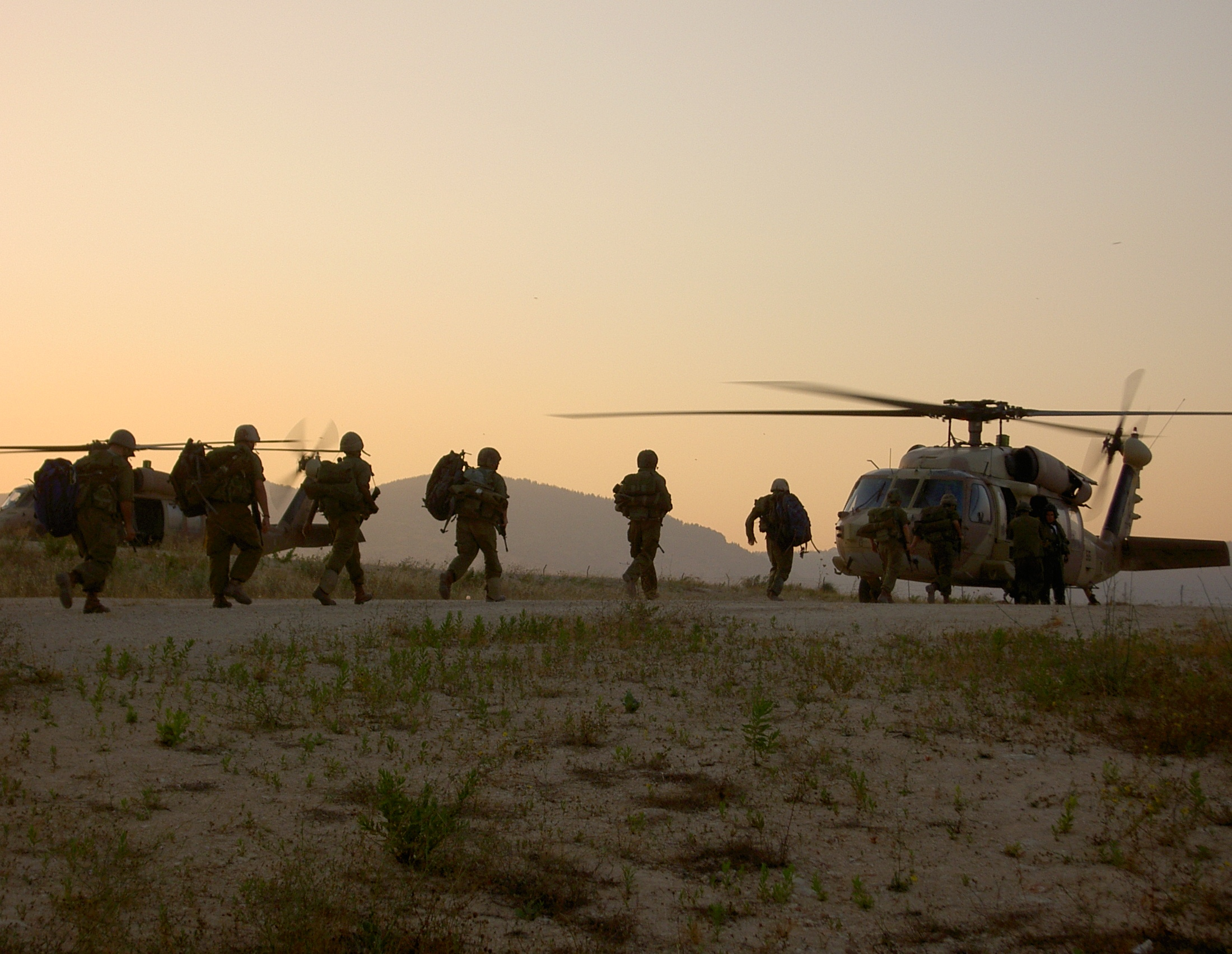
UH-60ヘリコプターに搭乗する空挺兵達
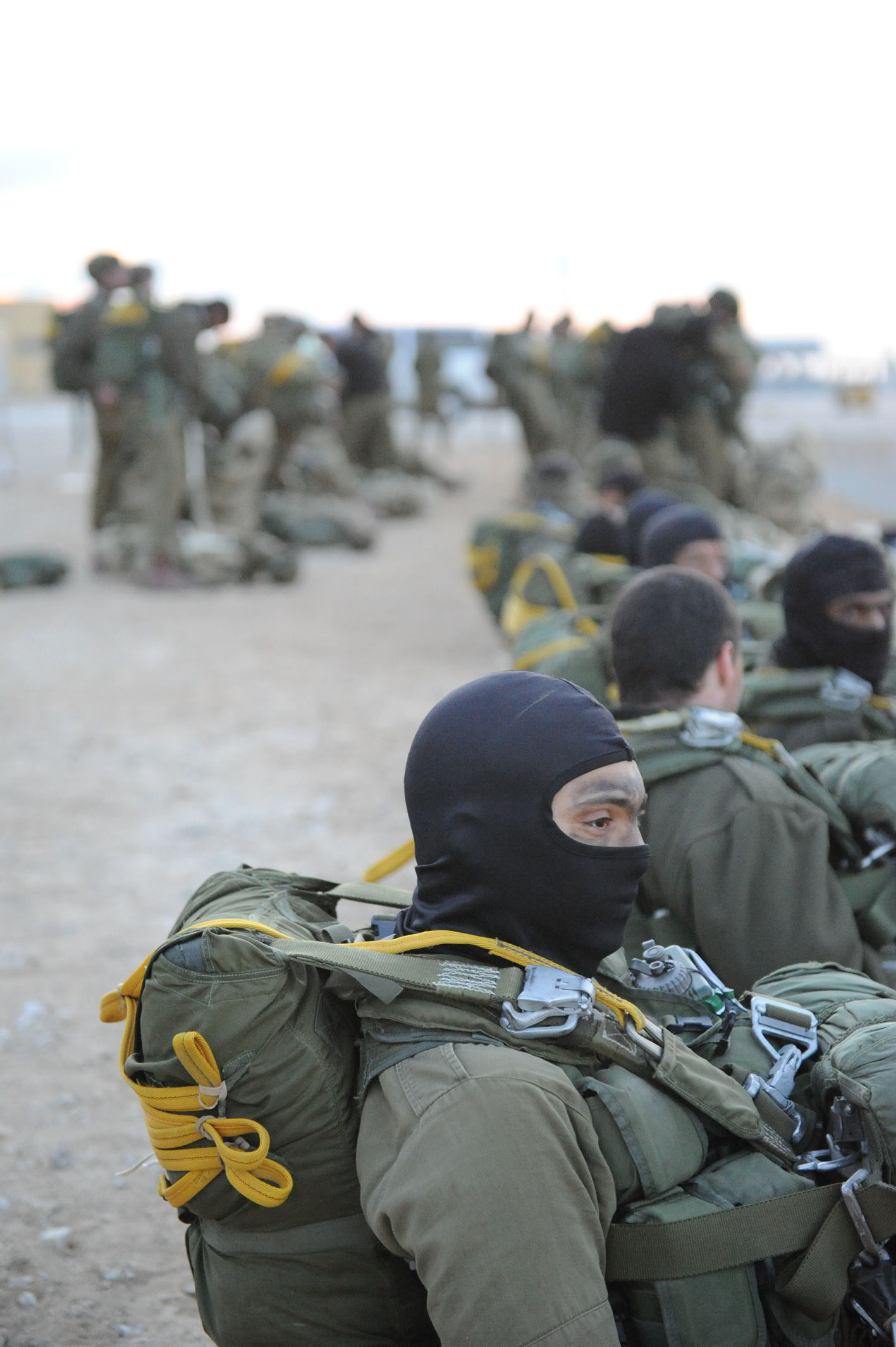
訓練を行う空挺兵(2012年)
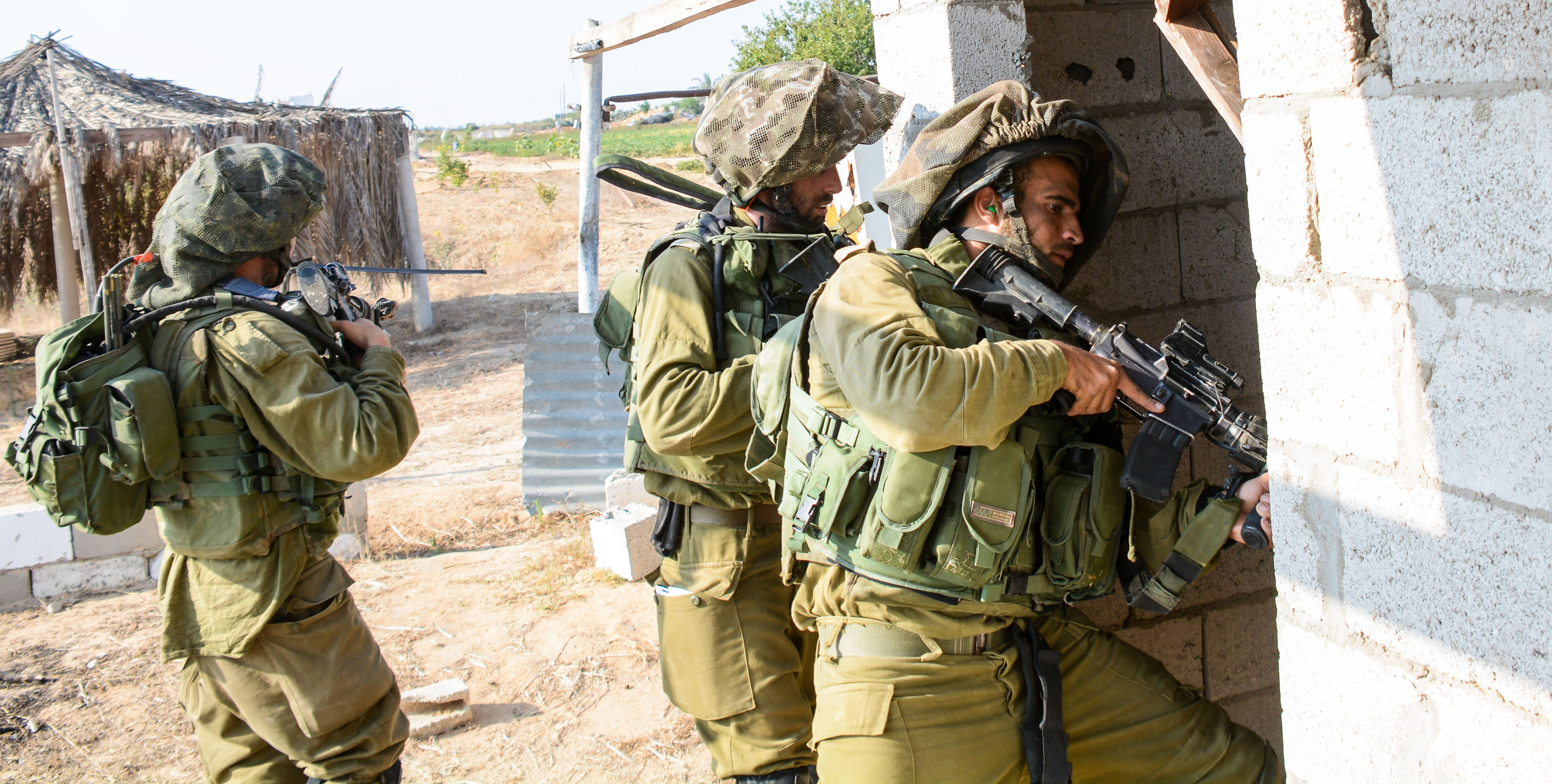
ガザで任務を行う空挺兵(2014年)

## リンク
- Official Paratroopers Brigade Website
- Paratroopers Brigade's song of praise - YouTube